# 桓因
桓因（かんいん、ファニン）は朝鮮神話（檀君神話）における帝釈天（インドラ）。「桓因」とは仏教に登場する「帝釈天」の別名である。

## 概要
『三国遺事』は「古記」（現存せず）を引用する形で、桓因とその子・桓雄について次のように書いている。
桓因に対しては注釈で、帝釋ともいう、と書かれている。
桓因の庶子である桓雄（かんゆう、ファヌン）は下界に興味を持ったので、桓因は桓雄に下界を治めるよう命じ天符印を与え、桓雄は太伯山（三國遺事の注釈では妙香山のことであると明記されているが、白頭山とする説も散見される）の神檀樹に部下3,000人と共に天下って「神市」という国を築いた。桓雄はある熊の願いをかなえて女にし、この熊女（ゆうじょ、ウンニョ）との間に子をもうけた。これが檀君王倹（檀君）であり、朝鮮最初の国家である檀君朝鮮を築いた人物であるとされる。
李氏朝鮮の実学者である安鼎福は、「按ずるに東方古記等の書言ふ所の檀君の事皆荒誕不経、…其の称する所の桓因帝釈は法華経に出づ。其の他称する所は皆是れ僧談」と述べており、紀元前2333年に即位したとされる檀君の説話に、多数の仏説が登場することから、檀君の説話を荒唐無稽と評している。ちなみに、仏教は372年に朝鮮半島に伝えられた。